# Prime Group
Група компаній Prime — українська транспортна компанія створена Дмитром Льоушкіним 2006 року. Займається транспортними та логістичними послугами.. Після початку бойових дій на Сході України та окупації Криму у 2014 році компанія переїхала до Харкова.

## Історія
Компанію створено 15 серпня 2006 року в Кадіївці Луганської області з вантажних перевезень по регіону. Згодом діяльність компанії вийшла за межі України, зокрема, в Європу та Азію. Окрім транспортування, компанія надає фінансові, юридичні, експедиційні, технічно-обслуговуючі послуги, а також забезпечує заправкою паливно-мастильними матеріалами.
Група є перевізником для компанія IDS Group, Сандора, Метінвест, АрселорМіттал, Епіцентр К, Cargill Україна, Миронівський хлібопродукт, Нібулон, PepsiCo, Nestle Україна, Оболонь, Nemiroff, Coca-Cola та інші. З 2015 року PRIME розвиває власну мережу АЗС та займається гуртовим продажем палива.
2015 — відкрито перші п'ять власних АЗС для власного і партнерського транспорту.
2016 — відкрито Prime Academy, освітню платформу для підготовки фахівців у сфері логістики.
2018 — зареєстровнао торговельну марку.
2019 — мережа налічувала 41 АЗС. Крім вантажоперевезень і торгівлі нафтопродуктами, займається дизайном і пошиттям одягу, туристичними послугами та IT.
Компанія впровадила мобільний додаток та вебсервіс Diesel-manager, який дозволяє покупцям гуртових партій палива розподіляти його між своїми автомобілями та зафіксувати сталу ціну.

## Структура
До складу входять материнська компанія «Prime» і дочірні компанії: Логістика: Укрінформтрейд, Титан Альянс, Пегас Вінд, Респект Ложистік.
Пальне
Інше: Prime Fashion, Prime-Travel, Primecore.
Представництва компанії є у 11 обласних центрах. Автопарк компанії налічує 64 автопоїзди. Переважна спеціалізація перевезення світлих та темних нафтопродуктів.

## Нагороди
- 2013, 2016 — Prime GROUP" звання «Лідер галузі»[11].
- 2015—2016 — гендиректор компанії Дмитро Льоушкін отримав премію «Людина року» в номінації «Лідер логістичної галузі»[12][5].

## Скандали
Керівник компанії Дмитро Льоушкін був виконавчим директором Forex-компанії «Prime Broker», яка в односторонньому порядку припинила виплати своїм клієнтам.